# Робърт Филмър
Сър Робърт Филмър (на английски: Robert Filmer) е английски политически теоретик, който защитава божественото право на кралете.
Най-известната му творба е „Патриаршия“, публикувана след смъртта му, през 1680 г. Книгата става обект на много критики от страна на вигите, най-вече от страна на Джон Лок в неговия труд „Два трактата за управлението“. Филмър е противоположност по възгледи на Томас Хобс, Джон Лок и други английски просветители.

## Биография
Роден е през 1588 година в графство Кент, Англия, син на сър Едуард Филмър. Завършва Тринити Колидж (Кеймбридж) през 1604 г.
Филмър е изразен привърженик на Чарлз I и неговата кауза. По време на Гражданската война (1642 – 1651) къщата му е била изгаряна 10 пъти. През 1643 е заточен в крепостта на Лийдс.
Умира на 26 май 1653 година в Кент.

## Възгледи
Робърт Филмър е на средна възраст, когато започва да пише. Тогава стават съвсем явни противоречията между краля и Камарата на общините. В неговите произведения се изразяват доктрините на крайно десните тори, които защитават божественото право на кралете.
Най-известното произведение на Роберт Филмър е „Патриаршия и естествената власт на кралете“. Неговата теория е, че така както бащата има неоспорима власт над семейството, така това е и модел за управлението на всички държави. В началото Бог дава власт на Адам, който има пълен контрол върху своите потомци. Тази власт е наследена от Ной. Така както неговите синове са наследили властта, така и всички крале я наследяват. Тази власт е абсолютна. Робърт Филмър подминава проблема, че всеки може да каже, че властта му е дадена от Бог, с това, че така или иначе тази власт съществува. Царят е освободен от човешкия контрол. И не трябва да е отговорен и задължаван от законите и актовете, приети преди него, както и не може той сам да си налага закон на себе си.
По повод английската конституция Филмър твърди, че лордовете трябва да дават съвет на краля, а Камарата на общините трябва да има само компетенциите на парламента. Единствено кралят има право да създава закони, следователно тяхната власт зависи изцяло от желанието на краля. Според Филмър е невъзможно (от етична гледна точка) хората да съдят или свалят своя крал, тъй като те стават съдии на собствената си кауза.
Робърт Филмър остро отрича демокрацията. Според него демокрацията в Древна Атина е вид „пазар на свободата“ и гражданите никога не са имали истинска свобода, а просто желанието на тълпата. Древният Рим според Филмър е управляван справедливо само след установяването на империята.
Теорията на Филмър, публикувана след смъртта му, става доста популярна. Девет години след нейното публикуване по време на Революцията, която изгонва династията на Стюартите от престола, Джон Лок, виждайки във Филмър защитник на божественото право на кралете, го атакува в първата част на „Два трактата за управлението“ – първият трактат е посветен на Филмър и оборването на неговата теория.

## Произведения
- Богохулството срещу светия дух (Of the Blasphemie against the Holy Ghost), 1647
- Наематели на наследството (The Free-holders Grand Inquest), 1648
- Анархията на ограничената монархия (The Anarchy of a Limited or Mixed Monarchy), 1648
- Нуждата от абсолютна власт на всички страни (The Necessity of the Absolute Power of All Kings), 1648
- Наблюдения за произхода на държавата (Observations Concerning the Originall of Government, upon Mr Hobs Leviathan, Mr Milton against Salmasius, H. Grotius De Jure Belli), 1652
- Наблюдения за формите на управление според Аристотел (Observations Upon Aristotles Politiques concerning Forms of Government, Together with Directions for Obedience to Gouvernors in dangerous and doubtfull times), 1652
- Патриаршия (Patriarcha), 1680